# Pernes-les-Fontaines
 Pernes-les-Fontaines  es una población y comuna francesa, en la región de Provenza-Alpes-Costa Azul, departamento de Vaucluse, en el distrito de Carpentras y cantón de Pernes-les-Fontaines.
Está integrada en la Communauté de communes les Sorgues du Comtat.

## Demografía
| 4860 | 5560 | 6088 | 6961 | 8304 | 10 170 |
| Para los censos de 1962 a 1999 la población legal corresponde a la población sin duplicidades (Fuente: INSEE [Consultar]) |      |      |      |      |        |

Forma parte de la aglomeración urbana de Aviñón.

## Personajes destacados
- Daniel Sorano, actor de teatro y cine